# Königliche Weihnachtsansprache

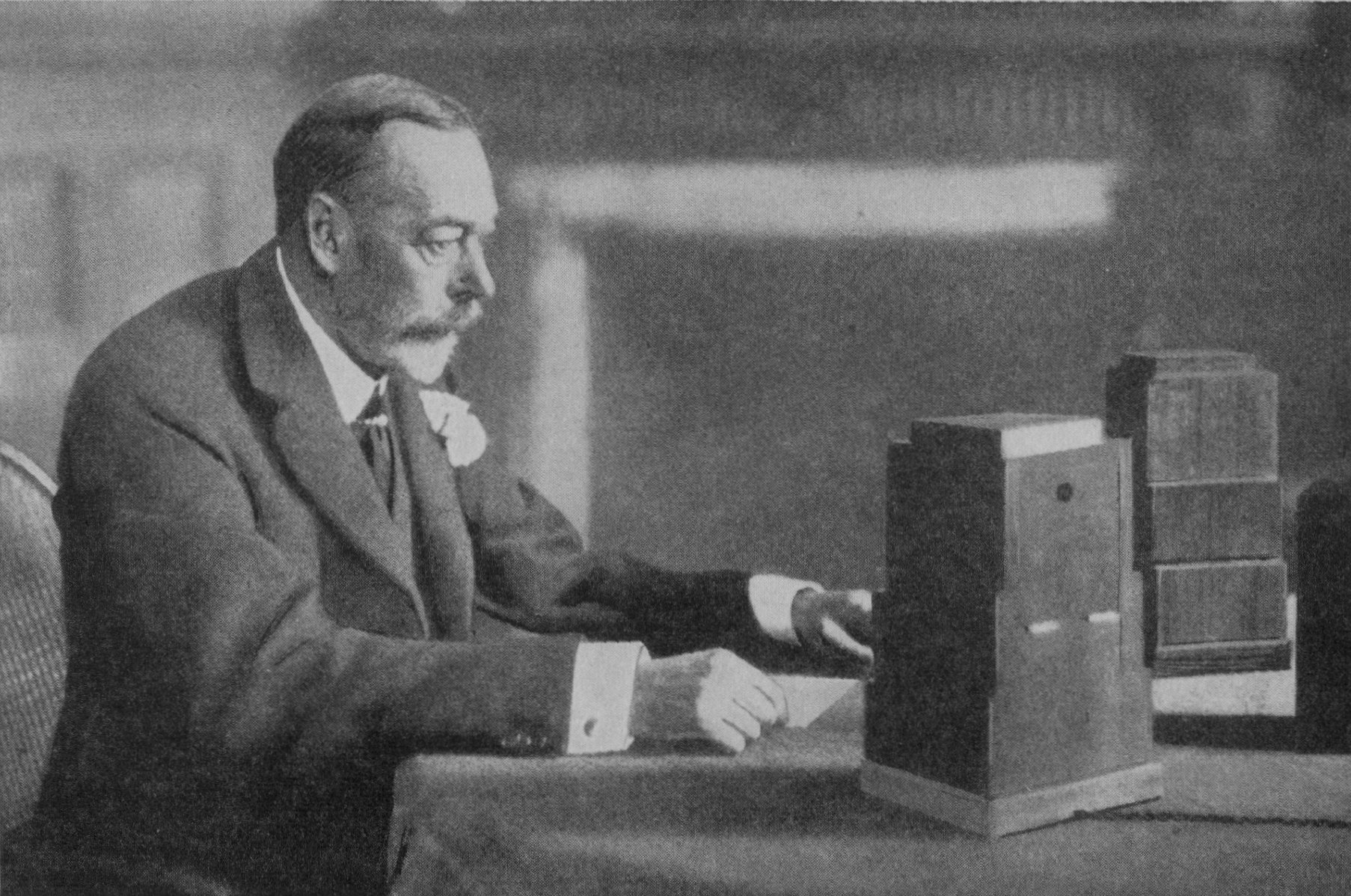
König Georg V. bei der Weihnachtsansprache 1934

Die königliche Weihnachtsansprache (engl. Queen’s Christmas Message bzw. King’s Christmas Message bei einem männlichen Monarchen) ist eine Ansprache des britischen Staatsoberhauptes, die jährlich am Weihnachtstag in den Ländern des Commonwealth of Nations ausgestrahlt wird. Die Tradition begann 1932 mit einer Rundfunksendung von König Georg V. über den British Broadcasting Corporation Empire Service (heutiger BBC World Service). Heute wird die Ansprache im Fernsehen, Rundfunk und Internet durch verschiedene Anbieter übertragen.

## Geschichte
Die Idee für eine weihnächtliche Botschaft des Monarchen an das Britische Weltreich stammte von John Reith, dem Gründer der British Broadcasting Corporation. Die Ansprache sollte die erste Sendung des neuen Empire Service der BBC sein. Den Text der ersten Ansprache verfasste Rudyard Kipling. König Georg V. zögerte zunächst, das relativ ungeprüfte Medium Rundfunk zu nutzen. Er ließ sich nach einem Besuch der BBC jedoch vom Konzept überzeugen und verlas die Botschaft in einem temporär aufgebauten Studio im Sandringham House. Die Einleitung sprach Walton Handy, ein 65-jähriger Schäfer aus Ilmington, Warwickshire. Eingebettet in das Programm waren Weihnachtslieder des örtlichen Kirchenchors und das Glockenläuten der dortigen Kirche. Schätzungen zufolge erreichte die Sendung 20 Millionen Menschen in Australien, Indien, Kenia, Südafrika und im Vereinigten Königreich.
König Eduard VIII. dankte im Dezember 1936 ab, bevor er eine Weihnachtsansprache halten konnte. Dessen Bruder Georg VI. führte die Sendungen seines Vaters fort. Die Ansprachen von Georg V. und Georg VI. spielen eine wichtige Rolle im 2010 erschienenen Film The King’s Speech. Königin Elisabeth II. hielt ihre erste Weihnachtsansprache am 25. Dezember 1952 von ihrem Arbeitszimmer im Sandringham House aus, rund elf Monate nach dem Tod ihres Vaters. 1957 erfolgte die erste Ausstrahlung im Fernsehen. Bis 1996 produzierte die BBC die Sendung. Im Jahr 1969 gab es keine Weihnachtsansprache: Stattdessen wurde der Dokumentarfilm Royal Family gezeigt, der im Zusammenhang mit der Investitur des Prince of Wales entstanden war.
1992 kam es zu einem Skandal, als die Boulevardzeitung The Sun den Text zwei Tage vor der Ausstrahlung veröffentlichte. Die Königin verklagte die Zeitung wegen Verletzung des Urheberrechts. Daraufhin musste die Zeitung ihre Anwaltskosten übernehmen und 200.000 Pfund für wohltätige Zwecke spenden. Die Königin beendete das Monopol der BBC und kündigte an, dass der öffentlich-rechtliche Fernsehsender sich ab 1997 mit dem Konkurrenten Independent Television News (ITN) abwechseln werde. 2006 berichtete der Daily Telegraph, diese Entscheidung habe sie getroffen, nachdem die BBC sich dazu entschlossen hatte, im Nachrichtenjournal Panorama ein umstrittenes Interview mit Prinzessin Diana zu zeigen. Das Königshaus widersprach dieser Darstellung und hielt fest, die Entscheidung „widerspiegle die Zusammensetzung der heutigen Fernseh- und Rundfunkindustrie“. 2011 gesellte sich Sky News zu den Produzenten. Im darauf folgenden Jahr wurde die Ansprache erstmals im 3DTV-Format übertragen.

## Übertragung
Üblicherweise umfasst die Weihnachtsansprache einen Rückblick über die bedeutenden Ereignisse des vergangenen Jahres (mit besonderem Fokus auf den Commonwealth of Nations), die persönlichen Meilensteine des Monarchen und Gedanken zu Weihnachten im Allgemeinen. Es handelt sich um eine der wenigen Ereignisse, bei denen sich der Monarch ohne Empfehlungen irgendeines Ministers in einem der Commonwealth Realms an das Volk wendet. Die Planung einer Ansprache beginnt jeweils einige Monate früher, wenn der Monarch ein Thema festlegt, woraufhin geeignetes Archivmaterial gesammelt und zusammengestellt wird; die eigentliche Ansprache wird einige Tage vor Weihnachten aufgezeichnet.
Die Sendung unterliegt einer Sperrfrist, die im Vereinigten Königreich und im Internet bis 15:00 Uhr GMT dauert. Je nach Land unterscheiden sich die Ausstrahlungszeiten. In Neuseeland sendet Television New Zealand die Ansprache um 18:50 Uhr Lokalzeit, in Australien die Australian Broadcasting Corporation um 19:20 Uhr Lokalzeit und in Kanada die Canadian Broadcasting Corporation um 10:00 Uhr Eastern Standard Time (welche dieselbe ist wie 15:00 Uhr GMT).
Seit 2004 sendet Channel 4 parallel zur Ansprache der Königin eine „alternative Weihnachtsansprache“, gehalten von bekannten (oftmals kontroversen) Persönlichkeiten, und häufig in einem satirisch-ironischen Ton.